# Oscar al miglior documentario
L'Oscar al miglior documentario (Academy Award for Best Documentary Feature) viene assegnato al documentario votato come migliore dall'Academy of Motion Picture Arts and Sciences, cioè l'ente che assegna gli Academy Awards, i celebri premi conosciuti in Italia come premi Oscar.

## Vincitori e candidati
Vengono di seguito indicati in grassetto i vincitori. Ove ricorrente e disponibile, viene indicato il titolo in lingua italiana e quello in lingua originale tra parentesi. Gli anni indicati sono quelli in cui è stato assegnato il premio e non quello in cui è stato diretto il film. 

### 1940
- 1943
  - La battaglia delle Midway (The Battle of Midway), regia di John Ford (ex aequo)
  - Kokoda Front Line!, regia di Ken G. Hall (ex aequo)
  - Razgrom Nemetskikh Voysk Pod Moskvoy, regia di Ilya Kopalin e Leonid Varlamov  (ex aequo)
  - Preludio alla guerra (Prelude to War), regia di Frank Capra e Anatole Litvak (ex aequo)
  - Africa, Prelude to Victory
  - We Refuse to Die, regia di William H. Pine
  - Conquer by the Clock, regia di Frederic Ullman Jr.
  - The Grain that Built a Hemisphere
  - Henry Browne, Farmer, regia di Roger Barlow
  - High over the Borders, regia di Raymond Spottiswoode
  - Little Belgium
  - High Stakes in the East
  - Inside Fighting China, regia di Stuart Legg
  - Winning Your Wings, regia di Owen Crump
  - It's Everybody's War, regia di Will Price
  - Listen to Britain, regia di Humphrey Jennings e Stewart McAllister
  - Combat Report
  - Little Isles of Freedom, regia di Victor Stoloff
  - The New Spirit
  - Mr. Blabbermouth!, regia di Basil Wrangell
  - A Ship Is Born, regia di Jean Negulesco
  - Twenty-One Miles
  - Mr. Gardenia Jones, regia di George B. Seitz
  - The White Eagle, regia di Eugeniusz Cekalski
  - The Price of Victory, regia di William H. Pine

- 1944
  - Desert Victory, regia di Roy Boulting
  - Baptism of Fire, prodotto dall'Esercito degli Stati Uniti d'America
  - La battaglia di Russia (The Battle of Russia), regia di Frank Capra e Anatole Litvak
  - Report from the Aleutians, regia di John Huston
  - War Department Report, regia di Oliver Lundquist

- 1945
  - La grande combattente (The Fighting Lady), regia di Edward Steichen
  - Resisting Enemy Interrogation, regia di Harold Medford

- 1946
  - La vera gloria (The True Glory), regia di Garson Kanin
  - The Last Bomb, regia di Frank Lloyd

- 1947
  - Non assegnato

- 1948
  - Design for Death, regia di Richard Fleischer
  - Journey into Medicine, prodotto dal Dipartimento di Stato degli Stati Uniti d'America
  - The World Is Rich, regia di Paul Rotha

- 1949
  - The Secret Land, regia di Orville O. Dull
  - L'escluso (The Quiet One), regia di Sidney Meyers

### 1950
- 1950
  - Daybreak in Udi, regia di Terry Bishop
  - Kenji Comes Home, regia di Paul F. Heard

- 1951
  - Il titano, storia di Michelangelo (The Titan: Story of Michelangelo), regia di Robert J. Flaherty e Richard Lyford
  - With These Hands, regia di Jack Arnold

- 1952
  - Kon-Tiki, regia di Thor Heyerdahl
  - I Was a Communist for the F.B.I., regia di Gordon Douglas

- 1953
  - Il mare intorno a noi (The Sea around Us), regia di Irwin Allen
  - The Hoaxters, regia di Herman Hoffman
  - Navajo, regia di Norman Foster

- 1954
  - Deserto che vive (The Living Desert), regia di James Algar
  - The Conquest of Everest, regia di George Lowe
  - A Queen Is Crowned, regia di Christopher Fry

- 1955
  - La grande prateria (The Vanishing Prairie), regia di James Algar
  - The Stratford Adventure, regia di Morten Parker

- 1956
  - Helen Keller in Her Story, regia di Nancy Hamilton
  - Heartbreak Ridge (Crèvecoeur), regia di Jacques Dupont

- 1957
  - Il mondo del silenzio (Le monde du silence), regia di Jacques-Yves Cousteau
  - The Naked Eye, regia di Louis Clyde Stoumen
  - Where Mountains Float (Hvor bjergene sejler), regia di Bjarne Henning-Jensen

- 1958
  - Albert Schweitzer, regia di Jerome Hill
  - Sulla Bowery (On the Bowery), regia di Lionel Rogosin
  - Torero!, regia di Carlos Velo

- 1959
  - Artico selvaggio (White Wilderness), regia di James Algar
  - The Hidden World, regia di Robert Snyder
  - Psychiatric Nursing, regia di Lee R. Bobker
  - Antarctic Crossing, regia di George Lowe

### 1960
- 1960
  - Serengeti non morirà (Serengeti darf nicht sterben), regia di Bernhard Grzimek
  - The Race for Space, regia di David L. Wolper

- 1961
  - Il cavallo volante (The Horse with the Flying Tail), regia di Larry Lansburgh
  - Rebel in Paradise, regia di Robert D. Fraser

- 1962
  - Le ciel et la boue, regia di Pierre-Dominique Gaisseau
  - La grande olimpiade, regia di Romolo Marcellini

- 1963
  - Black Fox (Black Fox: The Rise and Fall of Adolf Hitler), regia di Louis Clyde Stoumen
  - Alvorada, regia di Hugo Niebeling

- 1964
  - Robert Frost: A Lover's Quarrel with the World, regia di Shirley Clarke
  - Le Maillon et la Chaine, regia di Jacques Ertaud e Bernard Gorki
  - Terminus, regia di John Schlesinger
  - The Yanks Are Coming, regia di Marshall Flaum

- 1965
  - Il mondo senza sole (Le monde sans soleil), regia di Jacques-Yves Cousteau
  - The Finest Hours, regia di Peter Baylis
  - Quei quattro giorni di novembre (Four Days in November), regia di Mel Stuart
  - The Human Dutch (Alleman), regia di Bert Haanstra
  - Over There, 1914-18 (14-18), regia di Jean Aurel

- 1966
  - The Eleanor Roosevelt Story, regia di Richard Kaplan
  - The Battle of the Bulge...The Brave Rifles, regia di Laurence E. Mascott
  - The Forth Road Bridge, regia di Gordon Lang
  - Let My People Go, regia di John Krish
  - Morire a Madrid (Mourir à Madrid), regia di Frédéric Rossif

- 1967
  - The War Game, regia di Peter Watkins
  - The Face of a Genius, regia di Alfred R. Kelman
  - Helicopter Canada, regia di Eugene Boyko
  - Le volcan interdit, regia di Haroun Tazieff
  - The Really Big Family, regia di Alexander Grasshoff

- 1968
  - La Section Anderson, regia di Pierre Schoendoerffer
  - Festival, regia di Murray Lerner
  - Harvest, regia di Carroll Ballard
  - A King's Story, regia di Harry Booth
  - A Time for Burning, regia di William C. Jersey

- 1969
  - Journey Into Self, regia di Bill McGaw
  - A Few Notes on Our Food Problem, regia di James Blue
  - Legendary Champions, regia di Harry Chapin
  - Other Voices, regia di David H. Sawyer
  - Young Americans, regia di Alexander Grasshoff

### 1970
- 1970
  - L'amour de la vie - Artur Rubinstein, regia di Gérard Patris e François Reichenbach
  - Before the Mountain Was Moved, regia di Robert K. Sharpe
  - In the Year of the Pig, regia di Emile de Antonio
  - Giochi olimpici (Olimpiada en México), regia di Alberto Isaac
  - The Wolf Men, regia di Irwin Rosten

- 1971
  - Woodstock - Tre giorni di pace, amore e musica (Woodstock), regia di Michael Wadleigh
  - Gli extraterrestri torneranno (Erinnerungen an die Zukunft), regia di Harald Reinl
  - Jack Johnson, regia di Alan Bodian
  - King - Una testimonianza filmata... Da Montgomery a Memphis (King: A Filmed Record...Montgomery to Memphis), regia di Sidney Lumet e Joseph L. Mankiewicz
  - Say Goodbye, regia di David H. Vowell

- 1972
  - La cronaca di Hellstrom (The Hellstrom Chronicle), regia di Walon Green e Ed Spiegel
  - Alaska Wilderness Lake, regia di Alan Landsburg
  - Il rally dei campioni (On Any Sunday), regia di Bruce Brown
  - The RA Expeditions (RA), regia di Lennart Ehrenborg e Thor Eyerdahl
  - Le chagrin e la pitié (Le chagrin et la pitié), regia di Marcel Ophüls

- 1973
  - Marjoe, regia di Sarah Kernochan e Howard Smith
  - La foresta che vive (Bij de beesten af), regia di Bert Haanstra
  - Malcolm X, regia di Arnold Perl
  - Manson e la famiglia di Satana (Manson), regia di Robert Hendrickson e Laurence Merrick
  - The Silent Revolution, regia di Edouard de Laurot

- 1974
  - Il cowboy del grande rodeo (The Great American Cowboy), regia di Kieth Merrill
  - Always a New Beginning, regia di John D. Goodell
  - Schlacht um Berlin, regia di Franz Baake
  - Journey to the Outer Limits, regia di Alexander Grasshoff
  - Walls of Fire, regia di Herbert Kline e Edmund Penney

- 1975
  - Hearts and Minds, regia di Peter Davis
  - Antonia: A Portrait of the Woman, regia di Jill Godmilow
  - The Challenge...A Tribute to Modern Art, regia di Herbert Kline
  - The 81st Blow (Ha-Makah Hashmonim V'Echad), regia di David Bergman e Jacques Ehrlich
  - The Wild and the Brave, regia di Eugene S. Jones

- 1976
  - The Man Who Skied Down Everest, regia di Bruce Nyznik e Lawrence Schiller
  - Fighting for Our Lives, regia di Glen Pearcy
  - The Incredible Machine, regia di Irwin Rosten e Ed Spiegel
  - The California Reich, regia di Keith Critchlow e Walter F. Parkes
  - The Other Half of the Sky: A China Memoir, regia di Shirley MacLaine e Claudia Weill

- 1977
  - Harlan County, USA, regia di Barbara Kopple
  - Hollywood On Trial, regia di David Helpern
  - Off the Edge, regia di Michael Firth
  - People of the Wind, regia di Anthony Howarth
  - Volcano: An Inquiry into the Life and Death of Malcolm Lowry, regia di Donald Brittain e John Kramer

- 1978
  - Who Are the DeBolts? And Where Did They Get Nineteen Kids?, regia di John Korty
  - I ragazzi dell'opera (The Children of Theatre Street), regia di Robert Dornhelm e Earle Mack
  - High Grass Circus, regia di Tony Ianzelo e Torben Schioler
  - Homage To Chagall - The Colours of Love, regia di Harry Rasky
  - Union Maids, regia di Jim Klein e Miles Mogulescu

- 1979
  - Scared Straight!, regia di Arnold Shapiro
  - Le vent des amoureux, regia di Albert Lamorisse
  - Mysterious Castles of Clay, regia di Alan Root
  - Raoni, regia di Jean-Pierre Dutilleux e Luiz Carlos Saldanha
  - With Babies and Banners: Story of the Women's Emergency Brigade, regia di Anne Bohlen

### 1980
- 1980
  - Best Boy, regia di Ira Wohl
  - Generation on the Wind, regia di David A. Vassar
  - Going the Distance, regia di Paul Cowan
  - The Killing Ground, regia di Steve Singer e Tom Priestley
  - The War at Home, regia di Glenn Silber e Barry Alexander Brown

- 1981
  - From Mao to Mozart: Isaac Stern in China, regia di Murray Lerner
  - Agee, regia di Ross Spears
  - The Day After Trinity, regia di Jon Else
  - Front Line, regia di David Bradbury
  - The Yellow Star - The Persecution of the Jews in Europe 1933-45 (Der Gelbe Stern), regia di Dieter Hildebrandt

- 1982
  - Genocide, regia di Arnold Schwartzman
  - El Salvador: Another Vietnam, regia di Glenn Silber e Teté Vasconcellos
  - Against Wind and Tide: A Cuban Odyssey, regia di John Brousek
  - Eight Minutes to Midnight: A Portrait of Dr. Helen Caldicott, regia di Mary Benjamin
  - Brooklyn Bridge, regia di Ken Burns

- 1983
  - Just Another Missing Kid, regia di John Zaritsky
  - Ben's Mill, regia di Michel Chalufour e John Karol
  - In Our Water, regia di Meg Switzgable
  - After the Axe, regia di Sturla Gunnarsonn
  - A Portrait of Giselle, regia di Joseph Wishy

- 1984
  - He Makes Me Feel Like Dancin', regia di Emile Ardolino
  - Children of Darkness, regia di Richard Kotuk e Ara Chekmayan
  - First Contact, regia di Robin Anderson e Bob Connolly
  - The Profession of Arms, regia di Michael Bryans e Tina Viljoen
  - Seeing Red, regia di Jim Klein e Julia Reichert

- 1985
  - The Times of Harvey Milk, regia di Rob Epstein
  - High Schools, regia di Charles Guggenheim e Nancy Sloss
  - In the Name of the People, regia di Frank Christopher
  - Marlene (Marlene Dietrich - Porträt eines mythos), regia di Maximilian Schell
  - Streetwise, regia di Martin Bell

- 1986
  - Broken Rainbow, regia di Maria Florio e Victoria Mudd
  - Las madres de la Plaza de Mayo, regia di Susana Blaunstein Munoz e Lourdes Portillo
  - Soldiers in Hiding, regia di Malcolm Clarke
  - The Statue of Liberty, regia di Ken Burns
  - Unfinished Business, regia di Steven Okazaki

- 1987
  - Artie Shaw: Time Is All You've Got (ex aequo), regia di Brigitte Berman
  - Down and Out in America (ex aequo), regia di Lee Grant
  - Chile: Hasta Cuando?, regia di David Bradbury
  - Isaac in America: A Journey with Isaac Bashevis Singer, regia di Amran Nowak
  - Witness to Apartheid, regia di Kevin Harris e Sharon I. Shoper

- 1988
  - The Ten-Year Lunch: The Wit and Legend of the Algonquin Round Table, regia di Aviva Slesin
  - A Stitch for Time, regia di Barbara Herbich e Cyril Christo
  - Radio Bikini, regia di Robert Stone
  - Hellfire: A Journey from Hiroshima, regia di Michael Camerini e John Junkerman
  - Eyes on the Prize: America's Civil Rights Years/Bridge to Freedom 1965, regia di Harry Hampton

- 1989
  - Hôtel Terminus (Hotel Terminus: The Life and Times of Klaus Barbie), regia di Marcel Ophüls
  - The Cry of Reason - Beyers Naude: An Afrikaner Speaks Out, regia di Robert Bilheimer
  - Let's Get Lost - Perdiamoci (Let's Get Lost), regia di Bruce Weber
  - Promises to Keep, regia di Ginny Durrin
  - Who Killed Vincent Chin?, regia di Christine Choy e Renee Tajima-Pena

### 1990
- 1990
  - Common Threads (Common Threads: Stories from the Quilt), regia di Rob Epstein e Jeffrey Friedman
  - Adam Clayton Powell, regia di Richard Kilberg
  - Crack USA: County Under Siege, regia di Vince DiPersio e Bill Guttentag
  - For All Mankind, regia di Al Reinert
  - Super Chief: The Life and Legacy of Earl Warren, regia di Bill Jersey

- 1991
  - American Dream, regia di Cathy Caplan e Thomas Haneke
  - Berkeley in the Sixties, regia di Mark Kitchell
  - Building Bombs, regia di Mark Mori e Susan Robinson
  - Forever Activists: Stories from the Veterans of the Abraham Lincoln Brigade, regia di Judith Montell
  - Waldo Salt: A Screenwriter's Journey, regia di Eugene Corr e Robert Hillmann

- 1992
  - In the Shadow of the Stars, regia di Allie Light e Irving Saraf
  - Death on the Job, regia di Vince DiPersio e Bill Guttentag
  - Doing Time: Life Inside the Big House, regia di Alan Raymond
  - The Restless Conscience, regia di Hava Kohav Beller
  - Wild by Law, regia di Lawrence Hott

- 1993
  - The Panama Deception, regia di Barbara Trent
  - Changing Our Minds: The Story of Dr. Evelyn Hooker, regia di Richard Schmiechen
  - Fires of Kuwait, regia di David Douglas
  - Liberators: Fighting on Two Fronts in World War II, regia di William Miles e Nina Rosenblum
  - Music for the Movies: Bernard Herrmann, regia di Joshua Waletzky

- 1994
  - I Am a Promise: The Children of Stanton Elementary School, regia di Susan Raymond
  - The Broadcast Tapes of Dr. Peter, regia di David Paperny
  - Children of Fate: Life and Death in a Sicilian Family, regia di Michael Roemer, Susan Todd, Andrew Young e Robert M. Young
  - For Better or for Worse, regia di David Collier
  - The War Room, regia di Chris Hegedus e D. A. Pennebaker

- 1995
  - Maya Lin: A Strong Clear Vision, regia di Freida Lee Mock
  - Complaints of a Dutiful Daughter, regia di Deborah Hoffmann
  - D-Day Remembered, regia di Charles Guggenheim
  - Freedom on My Mind, regia di Connie Field e Marilyn Mulford
  - A Great Day in Harlem, regia di Jean Bach

- 1996
  - Anne Frank Remembered, regia di Jon Blair
  - The Battle Over Citizen Kane - La sfida che segnò la storia del cinema (The Battle Over Citizen Kane), regia di Michael Epstein e Thomas Lennon
  - Hank Aaron: Chasing the Dream, regia di Michael Tollin
  - Piccole meraviglie (Small Wonders), regia di Allan Miller e Lana Miller
  - Troublesome Creek: A Midwestern, regia di Steven Ascher e Jeanne Jordan

- 1997
  - Quando eravamo re (When We Were Kings), regia di Leon Gast
  - The Line King: The Al Hirschfeld Story, regia di Susan Warms Dryfoos
  - Mandela, regia di Angus Gibson e Jo Menell
  - Suzanne Farrell: Elusive Muse, regia di Anne Belle e Deborah Dickson
  - Tell the Truth and Run: George Seldes and the American Press, regia di Rick Goldsmith

- 1998
  - The Long Way Home, regia di Mark Jonathan Harris
  - 4 Little Girls, regia di Spike Lee
  - Ayn Rand: A Sense of Life, regia di Michael Paxton
  - Colors Straight Up, regia di Michèle Ohayon
  - Waco: The Rules of Engagement, regia di William Gazecki

- 1999
  - Gli ultimi giorni (The Last Days), regia di James Moll
  - Dancemaker, regia di Matthew Diamond
  - The Farm: Angola, USA, regia di Liz Garbus, Wilbert Rideau e Jonathan Stack
  - Lenny Bruce: Swear to Tell the Truth, regia di Robert B. Weide
  - Regret to Inform, regia di Barbara Sonneborn

### 2000
- 2000
  - Un giorno a settembre (One Day in September), regia di Kevin Macdonald
  - Buena Vista Social Club, regia di Wim Wenders
  - Genghis Blues, regia di Roko Belic
  - On the Ropes, regia di Nanette Burstein e Brett Morgen
  - Speaking in Strings, regia di Paola di Florio

- 2001
  - La fuga degli angeli - Storie del Kindertransport (Into the Arms of Strangers: Stories of the Kindertransport), regia di Mark Jonathan Harris
  - Legacy, regia di Tod Lending
  - Long Night's Journey Into Day, regia di Deborah Hoffmann e Frances Reid
  - Scottsboro: An American Tragedy, regia di Daniel Anker e Barak Goodman
  - Sound and Fury, regia di Josh Aronson

- 2002
  - Un coupable idéal, regia di Jean-Xavier de Lestrade
  - Children Underground, regia di Edet Belzberg
  - LaLee's Kin: The Legacy of Cotton, regia di Deborah Dickson, Susan Frömke e Albert Maysles
  - Promesse (Promises), regia di Carlos Bolado, B.Z. Goldberg e Justine Shapiro
  - War Photographer, regia di Christian Frei

- 2003
  - Bowling a Columbine (Bowling for Columbine), regia di Michael Moore
  - Daughter from Danang, regia di Gail Dolgin e Vicente Franco
  - Prisoner of Paradise, regia di Malcolm Clarke e Stuart Sender
  - Spellbound, regia di Jeffrey Blitz
  - Il popolo migratore (Le peuple migrateur), regia di Jacques Perrin

- 2004
  - The Fog of War - La guerra secondo Robert McNamara (The Fog of War: Eleven Lessons from the Life of Robert S. McNamara), regia di Errol Morris
  - Balseros, regia di Carlos Bosch e José María Doménech
  - Una storia americana - Capturing the Friedmans (Capturing the Friedmans), regia di Andrew Jarecki
  - My Architect - Il viaggio di un figlio (My Architect: A Son's Journey), regia di Nathaniel Kahn
  - The Weather Underground, regia di Sam Green e Bill Siegel

- 2005
  - Born Into Brothels (Born Into Brothels: Calcutta's Red Light Kids), regia di Zana Briski e Ross Kauffman
  - La storia del cammello che piange (Die Geschichte vom weinenden Kamel), regia di Luigi Falorni e Davaa Bâmbasürėn
  - Super Size Me, regia di Morgan Spurlock
  - Tupac: Resurrection, regia di Lauren Lazin
  - Twist of Faith, regia di Kirby Dick

- 2006
  - La marcia dei pinguini (La marche de l'empereur), regia di Luc Jacquet
  - L'incubo di Darwin (Darwin's Nightmare), regia di Hubert Sauper
  - Enron - L'economia della truffa (Enron: The Smartest Guys in the Room), regia di Alex Gibney
  - Murderball, regia di Henry Alex Rubin, Dana Adam Shapiro
  - Street Fight, regia di Marshall Curry

- 2007
  - Una scomoda verità (An Inconvenient Truth), regia di Davis Guggenheim
  - Deliver Us from Evil, regia di Amy Berg
  - Iraq in Fragments, regia di James Longley
  - Jesus Camp, regia di Heidi Ewing e Rachel Grady
  - My Country My Country, regia di Laura Poitras

- 2008
  - Taxi to the Dark Side, regia di Alex Gibney
  - No End in Sight, regia di Charles Ferguson
  - Operation Homecoming: Writing the Wartime Experience, regia di Richard E. Robbins
  - Sicko, regia di Michael Moore
  - War Dance, regia di Sean Fine e Andrea Nix

- 2009
  - Man on Wire - Un uomo tra le Torri (Man on Wire), regia di James Marsh
  - The Betrayal - Nerakhoon, regia di Ellen Kuras e Thavisouk Phrasavath
  - Encounters at the End of the World, regia di Werner Herzog e Henry Kaiser
  - The Garden, regia di Scott Hamilton Kennedy
  - Trouble the Water, regia di Tia Lessin e Carl Deal

### 2010
- 2010
  - The Cove - La baia dove muoiono i delfini (The Cove), regia di Louie Psihoyos
  - Burma Vj - Cronache da un paese blindato (Burma VJ: Reporter i et lukket land), regia di Anders Østergaard e Lise Lense-Møller
  - Food, Inc., regia di Robert Kenner e Elise Pearlstein
  - The Most Dangerous Man in America: Daniel Ellsberg and the Pentagon Papers, regia di Judith Ehrlich e Rick Goldsmith
  - Which Way Home, regia di Rebecca Cammisa

- 2011
  - Inside Job, regia di Charles Ferguson
  - Exit Through the Gift Shop, regia di Banksy
  - Gasland, regia di Josh Fox
  - Restrepo - Inferno in Afghanistan (Restrepo), regia di Tim Hetherington e Sebastian Junger
  - Waste Land, regia di Lucy Walker

- 2012
  - Undefeated, regia di T. J. Martin, Dan Lindsay e Richard Middlemas
  - Hell and Back Again, regia di Danfung Dennis e Mike Lerner
  - If a Tree Falls, regia di Marshall Curry e Sam Cullman
  - Paradise Lost 3: Purgatory, regia di Joe Berlinger e Bruce Sinofsky
  - Pina, regia di Wim Wenders e Gian-Piero Ringel

- 2013
  - Searching for Sugar Man, regia di Malik Bendjelloul e Simon Chinn
  - 5 Broken Cameras, regia di Emad Burnat e Guy Davidi
  - The Gatekeepers - I guardiani di Israele (The Gatekeepers), regia di Dror Moreh, Philippa Kowarsky e Estelle Fialon
  - AIDS - Cronaca di una rivoluzione (How to Survive a Plague), regia di David France e Howard Gertler
  - The Invisible War, regia di Kirby Dick e Amy Ziering

- 2014
  - 20 Feet from Stardom, regia di Morgan Neville
  - L'atto di uccidere (The Act of Killing), regia di Joshua Oppenheimer e Signe Byrge Sørensen
  - Cutie and the Boxer, regia di Zachary Heinzerling e Lydia Dean Pilcher
  - Dirty Wars, regia di Richard Rowley e Jeremy Scahill
  - The Square - Dentro la rivoluzione (Al midan), regia di Jehane Noujaim

- 2015
  - Citizenfour, regia di Laura Poitras
  - Alla ricerca di Vivian Maier (Finding Vivian Maier), regia di John Maloof e Charlie Siskel
  - Last Days in Vietnam, regia di Rory Kennedy
  - Il sale della terra (The Salt of the Earth), regia di Juliano Ribeiro Salgado e Wim Wenders
  - Virunga, regia di Orlando von Einsiedel

- 2016
  - Amy, regia di Asif Kapadia
  - Cartel Land, regia di Matthew Heineman
  - The Look of Silence, regia di Joshua Oppenheimer
  - What Happened, Miss Simone?, regia di Liz Garbus
  - Winter on Fire: Ukraine's Fight for Freedom, regia di Evgeny Afineevsky

- 2017
  - O.J.: Made in America, regia di Ezra Edelman
  - Fuocoammare, regia di Gianfranco Rosi
  - I Am Not Your Negro, regia di Raoul Peck
  - Life, Animated, regia di Roger Ross Williams
  - XIII emendamento (13th), regia di Ava DuVernay

- 2018
  - Icarus, regia di Bryan Fogel
  - Abacus: Small Enough to Jail, regia di Steve James
  - Last Man in Aleppo, regia di Feras Fayyad
  - Strong Island, regia di Yance Ford
  - Visages villages, regia di Agnès Varda e JR

- 2019
  - Free Solo - Sfida estrema (Free Solo), regia di Jimmy Chin e Elizabeth Chai Vasarhelyi
  - Hale County This Morning, This Evening, regia di RaMell Ross
  - Minding the Gap, regia di Bing Liu
  - Of Fathers and Sons, regia di Talal Derki
  - Alla corte di Ruth - RBG (RBG), regia di Betsy West e Julie Cohen

### 2020
- 2020
  - Made in USA - Una fabbrica in Ohio (American Factory), regia di Steven Bognar e Julia Reichert
  - The Cave - L'ospedale nel bunker (The Cave), regia di Feras Fayyad
  - Democrazia al limite (Democracia em vertigem), regia di Petra Costa
  - Alla mia piccola Sama (For Sama), regia di Waad al-Kateab e Edward Watts
  - Honeyland (Medena zemja), regia di Tamara Kotevska e Ljubomir Stefanov

- 2021
  - Il mio amico in fondo al mare (My Octopus Teacher), regia di Pippa Ehrlich, James Reed e Craig Foster
  - Collective, regia di Alexander Nanau e Bianca Oana
  - Crip Camp - Disabilità rivoluzionarie (Crip Camp), regia di Nicole Newnham, Jim LeBrecht e Sara Bolder
  - The Mole Agent, regia di Maite Alberdi e Marcela Santibáñez
  - Time, regia di Garrett Bradley, Lauren Domino e Kellen Quinn

- 2022
  - Summer of Soul, regia di Questlove, Joseph Patel, Robert Fyvolent e David Dinerstein
  - Ascension, regia di Jessica Kingdon, Kira Simon-Kennedy e Nathan Truesdell
  - Attica, regia di Stanley Nelson e Traci A. Curry
  - Flee (Flugt), regia di Jonas Poher Rasmussen, Monica Hellström, Signe Byrge Sørensen e Charlotte De La Gournerie
  - Writing with Fire, regia di Rintu Thomas e Sushmit Ghosh
- 2023
  - Navalny, regia di Daniel Roher
  - All That Breathes, regia di Shaunak Sen
  - All the Beauty and the Bloodshed, regia di Laura Poitras
  - Fire of Love, regia di Sara Dosa
  - A House Made of Splinters, regia di Simon Lereng Wilmont
- 2024
  - 20 Days in Mariupol, regia di Mstyslav Černov
  - Bobi Wine: The People's President, regia di Moses Bwayo e Christopher Sharp
  - The Eternal Memory, regia di Maite Alberdi
  - Quattro figlie, regia di Kaouther Ben Hania
  - To Kill a Tiger, regia di Nisha Pahuja
- 2025
  - No Other Land, regia di Basel Adra, Yuval Abraham, Rachel Szor ed Hamdan Ballal
  - Black Box Diaries, regia di Shiori Itō
  - Porcelain War, regia di Brendan Bellomo e Slava Leont'jev
  - Soundtrack to a Coup d'Etat, regia di Johan Grimonprez
  - Sugarcane, regia di Julian Brave NoiseCat e Emily Kassie